# 아시나 모리우지

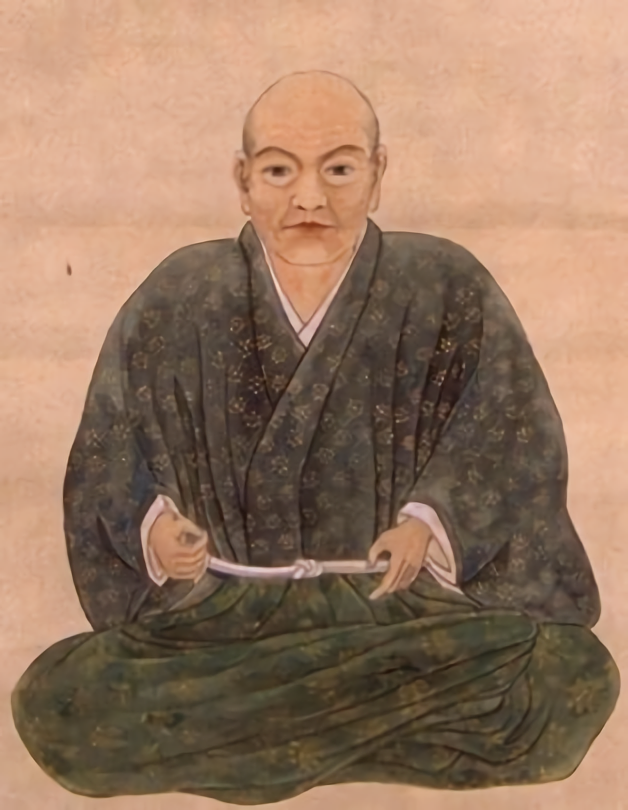

아시나 모리우지(일본어: 蘆名盛氏, 1521년 ~ 1580년 7월 28일)는 센고쿠 시대의 무장으로, 무쓰의 센고쿠 다이묘이다. 아시나 가문 제16대 당주.

## 생애
다이에이 원년(1521년), 아시나 가문 제 15대 당주 아시나 모리키요(蘆名盛舜)의 아들로 태어났다.
덴분 6년(1537년)에는 다테 다네무네(伊達稙宗)의 딸을 정실로 맞아들이고, 덴분 10년(1541년)에 가독을 상속하였다.
덴분 11년(1542년), 야마노우치 가문(山内氏)을 쳐서 아이즈(会津)로 세력을 확대하였다. 같은해, 발생한 다테 가문의 내분인 덴분의 난에서는, 당초에는 장인 다네무네의 편을 들었으나, 덴분 16년(1547년)에 같은 다네무네 파 다무라 다카아키(田村隆顕)와의 충돌로 하루무네(晴宗) 파로 돌아섰다. 이것으로 하루무네 파가 결정적으로 우위를 점하게 되어 덴분의 난은 하루무네의 승리로 끝나게 되었다.
덴분 19년(1550년)부터 본격적으로 나카도오리(中通り) 지방으로 진출하기 시작하여 다무라 다카아키와 싸웠다. 그러나 다카아키의 맹우 히타치의 사타케 가문의 방해로 진출이 순조롭게 진행되지 않아서, 사타케 가문의 적 호조 우지야스와 다케다 신겐과 동맹을 맺고 사타케 가문에 대항하였다. 또한, 내정면에서는 야나다 씨(簗田氏)를 상인 관리인으로 기용하는 것으로 유통 지배의 강화를 꾀하였다. 에이로쿠 4년(1561년), 서형 우지카타(氏方)의 모반을 진압하였다. 이 해, 모리우지는 가독을 적남 모리오키(盛興)에게 물려주고 오누마군 이와자키 성으로 은거하고, 삭발하여 시시사이(止々斎)라는 법명을 얻었다. 그러나 은거 후에도 정치적·군사적 실권을 장악하고 계속 가문을 통제하였다.
에이로쿠 6년(1563년), 스카가와 성(須賀川城) 성주 니카이도 모리요시(二階堂盛義)를 공격하여 이와세군으로 진격하였다. 모리요시는 다테 하루무네의 장녀와 결혼하였기 때문에, 다테 군이 니카이도 가문을 구원하기 위하여 몇번에 걸쳐 히바라(桧原)로 공격해 들어왔으나 이와야마 성(岩山城) 성주 아나자와 노부노리(穴沢信徳)가 이를 격퇴하였다. 에이로쿠 9년(1566년)에는 니카이도 모리요시가 적남 모리타카(盛隆)를 인질로 보내고 항복하였기 때문에, 모리오키의 정실로 하루무네의 4녀 히코히메(彦姫)를 맞이하는 조건으로 아시나·다테 연합군과 화의를 맺었다. 덴쇼 2년(1574년)에는, 다테 사네모토(伊達実元)와 함께 다무라 가문 휘하의 하타케야마 요시쿠니(畠山義国)와 오우치 요시쓰나(大内義綱)를 격파하고, 다무라 기요아키(田村清顕)를 종속시켰다. 그러나, 같은해 6월 가독을 이은 아들 모리오키가 29세의 젊은 나이로 급사하고 말았다. 모리우지의 유일한 아들이었던 모리오키에게는 아들이 없었기 때문에, 인질로 삼고 있던 니카이도 모리요시의 아들 모리타카를 모리오키의 미망인(다테 하루무네의 딸)과 결혼시켜 아시나 가문의 가독을 잇게 하고, 모리우지가 후견인으로서 정무를 집행하였다.
그 뒤에도 모리우지는 덴쇼 3년(1575년)에는 사위 유키 요시치카(結城義親)를 지원하여 시라카와 유키 가문(白河結城氏)의 가독 상속 문제에 개입하거나, 덴쇼 6년(1578년)에는 우에스기 겐신의 사후 일어난 우에스기 가게카쓰와 우에스기 가케토라 간의 후계자 분쟁(오타테의 난(御館の乱))에 개입하여 에치고로 출병하는 등 적극적인 공세를 계속하였다. 그러나 니카이도 가문 출신의 신 당주 모리타카에게 반발하는 중신들과의 불화와 긴 기간에 걸친 다무라·사타케 와의 항쟁에 따른 전비의 부족 등, 모리우지 만년에는 이미 아시나 가문은 서서히 전성기의 힘을 상실하게 되었다.
덴쇼 8년(1580년) 6월 17일, 사망하였다. 향년 60세.

## 인물·일화
- 모리우지의 만년(모리오키 사후), 구로가와 성(黒川城) 아래에 “데이네이지 강가(天寧寺河原)의 돌은 야마토 님이, 마을의 세금은 누가 걷어가나”라는 낙서장이 붙었다고 한다. 이것은 돌이라면 사족을 못썼다는 아시나 가문의 중신 사세 야마토노카미 다네쓰네(佐瀬大和守種常)가 자신의 수석 취미를 위하여 세금을 심하게 징수하고 있다는 시정을 풍자하는 것으로 모리우지의 만년에는 아시나 가문의 쇠퇴가 시작되었다는 것을 보여준다.
- 모리우지는 두번에 걸쳐 금주령을 내렸다. 첫 번째의 이유는 불명이지만, 두 번째는 적남 모리오키가 주독으로 급사하고 말았기 때문이라고 여겨진다.

| 전임 아시나 모리키요 | 제16대 아시나 가문 당주 1541년 ~ 1561년 | 후임 아시나 모리오키 |